# Fusō
Pour les articles homonymes, voir Fuso.
Fusō (扶桑町, Fusō-chō) est un bourg du district de Niwa, dans la préfecture d'Aichi, au Japon.

## Géographie

### Situation
Fusō est situé dans le nord de l'agglomération de Nagoya, sur l'île de Honshū, au Japon.

### Démographie
Au 1er janvier 2014, la population de Fusō s'élevait à 33 836 habitants répartis sur une superficie de 11,18 km2.

## Transports
La ville est desservie par la ligne Inuyama de la compagnie Meitetsu.